# Abbé Faria
Abbé Faria (1756–1819), celým jménem Jose Custodio da Faria, byl portugalský kněz a průkopník vědeckého bádání na poli hypnózy. Dnes je známý především jako předobraz stejnojmenné postavy v románu Hrabě Monte Cristo A. Dumase.